# Комуністична партія Західної Білорусі
Комуністична партія Західної Білорусі, політична партія в міжвоєнній Польщі, яка діяла здебільшого на землях Західної Білорусі в 1923—1938 роках. Створена наприкінці жовтня 1923 року і входила до складу Комуністичної партії Польщі на правах територіально-автономної організації.

## Історія

### Створення
У кінці жовтня 1923 року на конференції представників Білостоцького, Берестейського і Віленського окружних партійних комітетів, згідно з рішенням II-го з'їзду Комуністичної робітничої партії Польщі, який визнав за доцільне створення білоруської територіальної партійної організації, була організаційно оформлена Комуністична партія Західної Білорусі. У партійних організаціях на момент проголошення КПЗБ налічувалося тільки 528 осіб. Для організаційного зміцнення КПЗБ важливим було прийняття до її лав Білоруської революційної організації (БРО), яка в середині 1922 виділилася в лівого крила Білоруської партії соціалістів-революціонерів. Керівники БРО було введено до складу ЦК КПЗБ, а з грудня 1925. Лагінович (П. Корчик) стає політичним секретарем ЦК КПЗБ.

### Чисельність
У кінці 1924 в рядах КПЗБ налічувалося 2 296 осіб, об'єднаних у 433 гуртки, 45 райкомів і 6 окружних комітетів, а в кінці 1927 — 3 254 осіб. У 1924—1929 діяли 6 окружних (Барановицько-Слонімський, Білостоцький, Берестейський, Віленський, Гродненський, Пінський) і понад 50 районних комітетів КПЗБ. У березні 1932 року в КПЗБ налічувалося 3 600 осіб, з них близько 20 % проживало в містах і близько 80 % — у селі. У період з 1933 по 1934 КПЗБ нараховувала у своїх рядах до 3 800 — 4 000 осіб. У цей період діяли 11 окружних (додатково Лідський, Молодечненський, Новогрудський, Поставсько-Глибоцький, Свенцянський-Браславський) і понад 90 районних комітетів партії. Під керівництвом КПЗБ діяли Комуністична спілка молоді Західної Білорусі та Міжнародна організація допомоги революціонерам Західної Білорусі.

### Діяльність
З метою надання організаційної допомоги КПЗБ у Мінську в липні 1924 року було створено Бюро допомоги Компартії Західної Білорусі. До його складу входили керівники ЦК КП(б)Б і Раднаркому УРСР О. Криницький, О. Черв'яков, Й. Адамович, В. Ігнатовський, А. Славинський, а з листопада 1924 року В. Лагинович. До функцій Бюро допомоги входило ведення листування з питань політичного та організаційного характеру в підпільному ЦК КПЗБ, надання йому допомоги в підготовці керівних кадрів, видання партійної літератури та організації роботи підпільних друкарень, надання фінансової підтримки.
КПЗБ у різний час видавала такі друковані видання: газета «Червоний прапор» (біл. Чырвоны сцяг), теоретичний часопис «Більшовик» (біл. Бальшавік), видавалася польською, єврейською, російською та литовською мовами газета «Do walki» («На боротьбу»), «Kujmy bróń» («Куйте зброю»), «Партработнік», «Бюлетэнь ЦК КПЗБ», «Весткі з СССР», «Barikada» («Барикада»). Легальними друкованими органами партії були газети «Боротьба», «Білоруська газета» (біл. «Беларуская газета»), «Життя» (біл. «Жыццё») «Наша воля», сатиричний часопис «Асва».
О. Черв'яков і В. Ігнатовський, процес «білорусизація» в БРСР тісно пов'язували з потребою подальшого піднесення національно-визвольного руху в Західній Білорусі. Тому велику стурбованість у них викликала активна сепаративна діяльність колишнього головного редактора газети «Радянська Білорусь» (біл. «Савецкая Беларусь») М. Гурbна-Морозовського («Стах»). На початку 1924 року він був направлений на підпільну роботу в Західну Білорусь з метою організації видання центрального друкованого органу ЦК КПЗБ. Незабаром він створив в КПЗБ сепаративну групу «сэцэсію» і заручився підтримкою секретаря Вільнюського окружного комітету КПЗБ Томашівського («Старий»).
Партія виступала за перемогу соціалістичної революції в Польщі, за право на самовизначення Західної Білорусі, ліквідацію поміщицького землеволодіння і передачі землі селянам без викупу.
У ЦК в різний час входили: А. А. Ольшевський, Л. Н. Аранштам, М. С. Орехво, Я. С. Бобрович, М. А. Блінчиков, Ю. Брун, С. І. Будзинський, Р. Д. Вольф, С. К. Гарбуз, Х. Р. Гелер, А. П. Данялюк, Г. М. Дуа, С. А. Дубовик, Е. А. Ідаль, А. У. Кончевський, А. Р. Капуцький, П. Корчик (Й. К. Логвинович), С. М. Малько, М. П. Масловський, С. А. Мертенс, С. Т. Міллер, М. Л. Перавалоцький, Ф. Б. Піришко, А. Х. Раф, Л. В. Родевич, А. М. Розенштайн, В. Ф. Семеников, А. С. Славінський, М. М. Словік, В. З. Хоружая, А. І. Цукерман, Л. Р. Шайковський, Е. І. Шоломів, Л. М. Янковська.

## Занепад
З кінця 1920-х років, як і в Західній Україні, почався занепад комуністичного руху в Західній Білорусі. Приводом до цього стали новини про колективізацію та репресії.
На початку 1930-х років КПП і КПЗБ діють відповідно до лінії «третього періоду» Комінтерну, а з другої половини 1930-х років переходять до тактики народних фронтів. Другий з'їзд КПЗБ в травні 1935 року визначив умови створення народного фронту: скасування «реакційної» конституції, встановлення демократичних свобод, безкоштовне наділення селян землею, введення 8-годинного робочого дня і ліквідація концтабору в Березі-Картузькій. У 1936 році комуністична партія укладає угоду про спільні дії з організацією «Білоруська християнська демократія».
Одночасно з цим розгорталися репресії в СРСР, які торкнулися в тому числі і членів КПЗБ. У серпні 1938 року за рішенням Виконкому Комінтерну Комуністична партія Польщі та її автономні організації — Комуністичні партії Західної України і Західної Білорусії — були розпущені, а їх члени, в більшості розстріляні.